# Адлер, Стивен (физик)
Стивен Адлер (англ. Stephen Louis Adler; род. 30 ноября 1939, Нью-Йорк, США) — американский физик-теоретик, профессор Института перспективных исследований в Принстоне. Труды по физике элементарных частиц, которые способствовали созданию Стандартной модели.

## Награды
Член Американской академии искусств и наук (1974) ,  Национальной академии наук США (1975)  .
В число наград входят:
- Премия Сакураи (1988)
- Медаль Дирака (1998)